# De Voyageurs
De Voyageurs is een Belgische stripreeks die begonnen is in april 1995 met Brendan Macleod als schrijver en Zbigniew Kasprzak als tekenaar.

## Albums
Alle albums zijn geschreven door Brendan Macleod, getekend door Zbigniew Kasprzak en uitgegeven door Le Lombard.
1. Athabasca
2. Grizzly